# De Four Tak
De Four Tak was een smartlappenband uit Oud Gastel opgericht door de broers Henk en Cees en Dingeman Tak. Later kwamen hier nog Kees en Fons Tak (geen familie) bij. De band ging in 1972 uit elkaar. Henk ging daarna samen met zijn vrouw verder als het duo Corrie & Henk. In 1983 kwam de groep weer bij elkaar voor reünieconcerten. Ook in latere jaren kwam er weer reünieconcerten en dat bleek een groot spektakel te zijn omdat er honderden fans op af kwamen. 
De West-Brabantse band stond onder contract bij Telstar, de platenmaatschappij van Johnny Hoes.

## Biografie
The Midnight Blues werden in het begin van de 60-er jaren opgericht door de drie musicerende broers Cees, Henk en Dingeman Tak. Nadat Dingeman Tak afhaakte kwamen Kees Tak en Fons Tak (beiden geen familie) begin 1965 bij The Midnight Blues en ging de band vrijwel ieder weekend optreden in dancings. Met name Place de Meir (W.v.d. Kasteele aan de Meirstraat), Zaal Geerts in Stampersgat en de Eratozaal (aan de Kade in Roosendaal). Het repertoire bestond uit Nederlandstalig werk, oude rock & roll en populaire hits uit de top-40.
Omdat de band bestond uit 4 muzikanten met de achternaam Tak werd begin 1967 besloten onder de naam The Four Tak verder te gaan. Hun stijl paste erg goed bij die van De Heikrekels en Het Radi Ensemble. Een platencontract bij Telstar van Johnny Hoes volgde eind 1968. Veel nummers werden geschreven en gearrangeerd door organist Cees Tak.
In 1970 verliet Fons Tak de band en werd vervangen door Michel Balemans.
Kees Tak en Michel Balemans vertrokken in 1971 naar De Pedro's. Als opvolgers kwamen Jac Geers en Jules Ketelaars in de groep.
In 1972 volgde de definitieve breuk. Henk Tak begon een duo met zijn vrouw Corrie. 
In 1983 kwam de band weer bij elkaar. Daarbij keerde Kees Tak terug bij de band en kwam Ricardo Sapulete erbij als gitarist. De stopte toen weer in 1985. De band hield hierna nog meer reünies in 1997, 2000, 2001 en 2002. Hun laatste reünie was in 2003. Toen stopte de band definitief vanwege de gezondheidsproblemen van Henk Tak.
In 2010 overlijdt Henk Tak

## Leden

### Laatste samenstelling
- Henk Tak - gitaar, zang (1963-1972, 1983-1985, 1997, 2000, 2001, 2002, 2003; overleden in 2010)
- Cees Tak - orgel (1963-1972, 1983-1985, 1997, 2000, 2001, 2002, 2003)
- Kees Tak - basgitaar (1965-1971, 1983-1985, 1997, 2000, 2001, 2002, 2003)
- Jules Ketelaars - drums (1971-1972, 1983-1985, 1997, 2000, 2001, 2002, 2003)
- Corrie Tak-Rommens - zang (1983-1985, 1997, 2000, 2001, 2002, 2003)
- Ricardo Sapulete - gitaar (1983-1985, 1997, 2001, 2002, 2003)

### Eerdere leden
- Dingeman Tak - drums (1963-1965)
- Fons Tak - drums (1965-1970)
- Michel Balemans - drums (1970-1971)
- Jac Geers - gitaar (1971-1972)

## Trivia
- Op 24 januari 2010 overleed mede-oprichter en zanger Henk Tak op 71-jarige leeftijd aan de gevolgen van prostaatkanker.[1]
- De band verkocht meer dan 1 miljoen geluidsdragers. En leverde een platina plaat op. (2003)

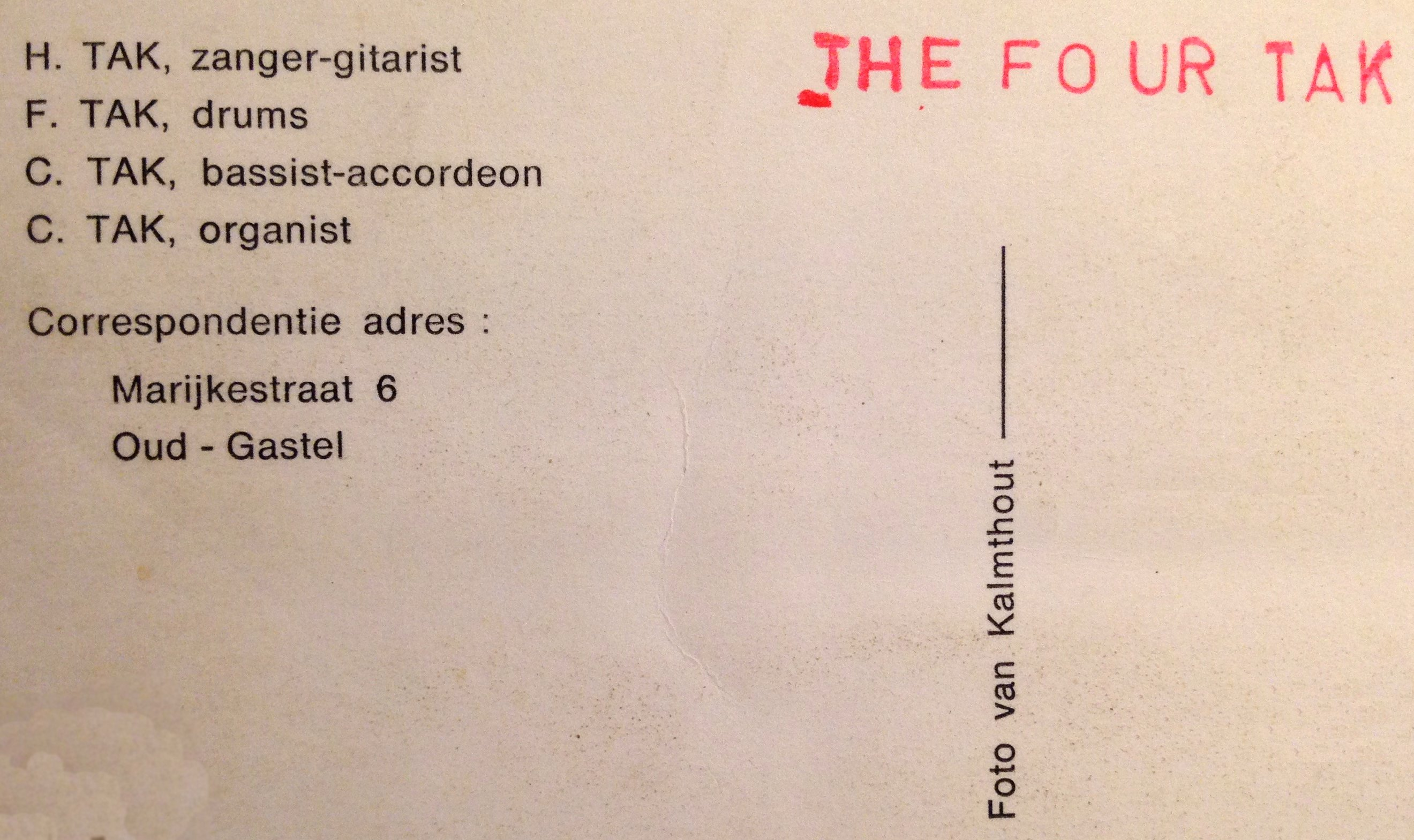
Achterzijde van een promo-foto

- Door jou ben ik eenzaam/Enkel door jou (1968)
- Niet huilen Colinda/Louise, kom dans met mij (1969)
- Op de Tandem/Zij drinkt mij op lei (1969)
- Kus me voor de laatste keer/Onze poes en buurmans kater (1970)
- Sonja/Twee diepblauwe ogen (1970)
- Ik wil je niet meer/Vergeet me niet (1970)
- Geef me tien minuten/Kon jij niet eenzaam zijn (1970)
- Als de klokken luiden gaan/Kom terug (1970)
- Bye bye tot ziens - Doe maar wat je wilt (1970)
- Laat je tranen toch niet zien, Maria/Duizend bloemen (1971)
- Droog je tranen Jacqueline!/De ring die jij draagt (1971)
- Trimtwist/Je weet ik kan niet leven zonder jou (1972)
- Kom terug/Als de klokken luiden gaan (Duo Tak-versie) (1975)
- Marjolein/Bella Rosita (1977)
- Amor en Maneschijn/Wij zijn geboren om bij elkaar te horen (Duo Tak) (1977)
- San Antonio Rose/Afscheid (1981)
- Ik heb een hart zo groot als een klerenkast/Je bent veel te vroeg (1981)
- Waarom moet ik lijden/M'n lieve Linda (1981)
- Zorgen om Maria/Het geluk dat ik miste (1983)
- Ik leg m'n hart in jouw hand/Jij maakte mij verdrietig (1984)
- Rosemarie/kus me nog eenmaal (1984)
- 'n Bruidsboeket/Maar toch zijn wij elkander trouw gebleven (1984)
- Door jou ben ik eenzaam/Kom terug (1985)
- Ik las 't antwoord in je blauwe ogen/Scheepjes komen, scheepjes gaan (1985)
- Ik voel me happy -  Sancta Maria (2003 CD)

1. ↑  De nasale stem van Four Tak